# Jihočeský kraj (1960–2020)
Původní Jihočeský kraj byl vytvořen 11. dubna 1960 zákonem o územním členění státu. Sídlem kraje bylo statutární město České Budějovice. Kraj měl rozlohu přes 11 tisíc km2 a žilo zde přes 700 tisíc obyvatel. Jihočeský kraj zanikl 1. ledna 2021 podle nového zákona o územně správním členění státu.

## Vymezení
Kraj byl vymezen územím osmi okresů: České Budějovice, Český Krumlov, Jindřichův Hradec, Pelhřimov, Písek, Prachatice, Strakonice, Tábor. Všechny okresy tohoto územního kraje jsou součástí území stejnojmenného vyššího územního samosprávného celku vzniklého roku 2000, který se do 30. května 2001 jmenoval Budějovický kraj, s výjimkou okresu Pelhřimov, který je součástí samosprávného kraje Vysočina (do 30. května 2001 Jihlavský kraj).

## Geografie
Kromě jihu Čech ke kraji náležela i malá část jihozápadní Moravy s městy Dačice a Slavonice. Na západě sousedil se Západočeským krajem, na severu se Středočeským krajem, na severovýchodě s Východočeským krajem, na východě s Jihomoravským krajem, na jihovýchodě pak s rakouskou spolkovou zemí Dolní Rakousko, na jihu s rakouskou spolkovou zemí Horní Rakousko, na jihozápadě s německou spolkovou zemí Svobodný stát Bavorsko.

## Vývoj
Původně byl tento Jihočeský kraj i správní jednotkou, která měla do roku 1990 také vlastní volený orgán (krajský národní výbor). Poté tento kraj zůstal jen jednotkou územního členění. Poštovní směrovací čísla míst v Jihočeském a Západočeském kraji začínala číslicí 3. Čísla dopravních závodů ČSAD v Jihočeském kraji začínala číslicí 2.